# Élections régionales de 2006 en Rhénanie-Palatinat
Les élections régionales de 2006 en Rhénanie-Palatinat (en allemand : Landtagswahl in Rheinland-Pfalz 2006) se tiennent le 26 mars 2006, afin d'élire les 101 députés de la 15e législature du Landtag, pour un mandat de cinq ans.
Le scrutin est marqué par la victoire du SPD du ministre-président Kurt Beck, qui remporte la majorité absolue des sièges.

## Contexte
Depuis 1991, le Land de Rhénanie-Palatinat est gouverné par une « coalition sociale-libérale » entre le Parti social-démocrate d'Allemagne (SPD) et le Parti libéral-démocrate (FDP). Kurt Beck, issu du SPD, est ministre-président depuis 1994 et postule pour un quatrième mandat. Cette alliance, courante en Allemagne de l'Ouest avant la chute du mur de Berlin, est désormais unique dans le pays.
À la suite des élections de 2001, Beck rejette l'idée de former une nouvelle majorité avec l'Alliance 90 / Les Verts (Grünen), arithmétiquement possible et alors que les Grünen sont devenus le partenaire privilégié du Parti social-démocrate, et maintient intacte sa collaboration avec le FDP. Cinq ans plus tôt, en 1996, c'est le Parti libéral-démocrate qui avait refusé de lâcher son partenaire au profit de l'Union chrétienne-démocrate d'Allemagne (CDU), sa principale alliée depuis le début des années 1980.

## Mode de scrutin
Le Landtag est constitué de 101 députés (en allemand : Mitglied des Landtags, MdL), élus pour une législature de cinq ans au suffrage universel direct et suivant le scrutin proportionnel de Hare.
Chaque électeur dispose de deux voix : la première lui permet de voter pour un candidat de sa circonscription, selon les modalités du scrutin uninominal majoritaire à un tour, le Land comptant un total de 51 circonscriptions ; la seconde voix lui permet de voter en faveur d'une liste de candidats présentée par un parti au niveau du Land.
Lors du dépouillement, l'intégralité des 101 sièges est répartie en fonction des secondes voix récoltées, à condition qu'un parti ait remporté 5 % des voix au niveau du Land. Si un parti a remporté des mandats au scrutin uninominal, ses sièges sont d'abord pourvus par ceux-ci.
Dans le cas où un parti obtient plus de mandats au scrutin uninominal que la proportionnelle ne lui en attribue, la taille du Landtag est augmentée jusqu'à rétablir la proportionnalité.

## Campagne

### Principaux partis et chefs de file
| Parti | Parti                                                                              | Chef de file                                  | Résultats de 2001          |
| ----- | ---------------------------------------------------------------------------------- | --------------------------------------------- | -------------------------- |
|       | Parti social-démocrate d'Allemagne Sozialdemokratische Partei Deutschlands         | Kurt Beck (Ministre-président)                | 44,7 % des voix 49 députés |
|       | Union chrétienne-démocrate d'Allemagne Christlich Demokratische Union Deutschlands | Christoph Böhr                                | 35,3 % des voix 38 députés |
|       | Parti libéral-démocrate Freie Demokratische Partei                                 | Hans-Artur Bauckhage (Ministre de l'Économie) | 7,8 % des voix 8 députés   |
|       | Alliance 90 / Les Verts Bündnis 90/Die Grünen                                      | Ise Thomas                                    | 5,2 % des voix 6 députés   |

### Sondages
| Institut            | Date       | CDU    | SPD    | Verts | FDP    | WASG  |
| ------------------- | ---------- | ------ | ------ | ----- | ------ | ----- |
| Institut            | Date       |        |        |       |        |       |
| Emnid               | 21.03.2006 | 35,0 % | 43,0 % | 7,0 % | 9,0 %  | 3,0 % |
| FgW                 | 17.03.2006 | 36,0 % | 43,0 % | 6,0 % | 8,0 %  | 3,0 % |
| Forsa               | 15.03.2006 | 34,0 % | 39,0 % | 8,0 % | 10,0 % | 4,0 % |
| Infratest           | 02.03.2006 | 35,0 % | 42,0 % | 6,0 % | 8,0 %  | 4,0 % |
| Psephos             | 28.02.2006 | 38,0 % | 42,0 % | 5,0 % | 8,0 %  | 2,0 % |
| Infratest           | 02.02.2006 | 36,0 % | 42,0 % | 6,0 % | 8,0 %  | 4,0 % |
| Forsa               | 25.01.2006 | 37,0 % | 37,0 % | 7,0 % | 11,0 % | 4,0 % |
| Infratest           | 15.12.2005 | 37,0 % | 39,0 % | 6,0 % | 10,0 % | 4,0 % |
| Psephos             | 28.11.2005 | 37,0 % | 41,0 % | 5,0 % | 10,0 % | 3,0 % |
| Infratest           | 08.09.2005 | 43,0 % | 35,0 % | 6,0 % | 8,0 %  | 4,0 % |
| Dernières élections | 25.03.2001 | 35,3 % | 44,8 % | 5,2 % | 7,8 %  | 0,0 % |

## Résultats

### Voix et sièges
|                                   | Parti social-démocrate d'Allemagne (SPD)                 | Parti social-démocrate d'Allemagne (SPD)                 | 750 380   | 43,31 | 33        | 3             | 799 377   | 45,60 | 20 | 53  | 4             |  |  |  |
|                                   | Union chrétienne-démocrate d'Allemagne (CDU)             | Union chrétienne-démocrate d'Allemagne (CDU)             | 668 637   | 38,60 | 18        | 3             | 574 329   | 32,76 | 20 | 38  | en stagnation |  |  |  |
|                                   | Parti libéral-démocrate (FDP)                            | Parti libéral-démocrate (FDP)                            | 134 746   | 7,78  | 0         | en stagnation | 140 865   | 8,04  | 10 | 10  | 2             |  |  |  |
|                                   | Alliance 90 / Les Verts (Grünen)                         | Alliance 90 / Les Verts (Grünen)                         | 86 260    | 4,98  | 0         | en stagnation | 81 411    | 4,64  | 0  | 0   | 6             |  |  |  |
|                                   | Alternative électorale travail et justice sociale (WASG) | Alternative électorale travail et justice sociale (WASG) | 47 379    | 2,73  | 0         | Nv.           | 44 826    | 2,56  | 0  | 0   | Nv.           |  |  |  |
|                                   | Les Républicains (REP)                                   | Les Républicains (REP)                                   | 20 856    | 1,20  | 0         | en stagnation | 29 919    | 1,71  | 0  | 0   | en stagnation |  |  |  |
|                                   | Autres                                                   | Autres                                                   | 24 150    | 1,39  | 0         | en stagnation | 82 383    | 4,70  | 0  | 0   | en stagnation |  |  |  |
|                                   |                                                          |                                                          |           |       |           |               |           |       |    |     |               |  |  |  |
| Votes valides                     | Votes valides                                            | Votes valides                                            | 1 732 408 | 96,72 |           |               | 1 753 110 | 97,88 |    |     |               |  |  |  |
| Votes blancs et nuls              | Votes blancs et nuls                                     | Votes blancs et nuls                                     | 58 664    | 3,28  | 37 962    | 2,12          |           |       |    |     |               |  |  |  |
| Total                             | Total                                                    | Total                                                    | 1 791 072 | 100   | 51        | en stagnation | 1 791 072 | 100   | 50 | 101 | en stagnation |  |  |  |
| Abstentions                       | Abstentions                                              | Abstentions                                              | 1 284 505 | 41,76 |           |               | 1 284 505 | 41,76 |    |     |               |  |  |  |
| Nombre d'inscrits / participation | Nombre d'inscrits / participation                        | Nombre d'inscrits / participation                        | 3 075 577 | 58,24 | 3 075 577 | 58,24         |           |       |    |     |               |  |  |  |

### Analyse
À peine cinq mois après la formation d'une grande coalition fédérale, le SPD du ministre-président Kurt Beck confirme sa suprématie dans ce Land qu'il gouverne depuis plus de 15 ans. Il remporte en effet la majorité absolue des sièges au Landtag de cet ancien bastion de la CDU — qui l'a gouverné près de 45 ans — en profitant de l'échec des Grünen, qui perdent leur représentation parlementaire acquise en 1987. Le SPD creuse par ailleurs l'écart avec la CDU, qui avait manqué de peu de le dépasser en 1996 et réalise au cours de ces élections son plus mauvais résultat régional. Le FDP est lui stable, et dans son ensemble la coalition sociale-libérale au pouvoir remporte les six députés perdus par les Grünen.

### Conséquences
Le 18 mai 2006, Kurt Beck est investi ministre-président de Rhénanie-Palatinat et forme son quatrième cabinet, constitué et soutenu par le seul Parti social-démocrate. À partir de cette date, il n'existe plus de « coalition sociale-libérale » au niveau gouvernemental en Allemagne.